# Legorreta (stacja kolejowa)
Legorreta (hiszp: Estación de Legorreta, bask: Legorretako geralekua) – stacja kolejowa w miejscowości Legorreta, w prowincji Gipuzkoa, we wspólnocie autonomicznej Kraj Basków, w Hiszpanii. Jest obsługiwana przez pociągi linii C-1 Cercanías San Sebastián.

## Położenie stacji
Znajduje się na 588,622 km linii Madryt – Hendaye rozstawu normalnotorowego, na wysokości 129 m n.p.m. Linia jest dwutorowa i zelektryfikowana.

## Historia
Stacja kolejowa została otwarta w dniu 1 sierpnia 1863 wraz z docienkiem Beasain-San Sebastián linii Madryt-Hendaye. Linię wybudowała Compañía de los Caminos de Hierro del Norte de España, którą zarządzała do 1941 roku kiedy nastąpiła nacjonalizacja kolei w Hiszpanii i włączono ją do nowo utworzonego RENFE.
Od 31 grudnia 2004 infrastrukturą kolejową zarządza Adif.

## Linie kolejowe
- Madryt – Hendaye